# Josefina Rivera de Álvarez
Josefina Rivera de Álvarez (Mayagüez, 29 de agosto de 1923-Mayagüez, 29 de junio de 2010) fue una historiadora de la literatura puertorriqueña.

## Biografía
Nació en 1923 en la ciudad puertorriqueña de Mayagüez. Rivera de Álvarez, que contrajo matrimonio con Manuel Álvarez Nazario, con quien compartía profesión, falleció en 2010 en su localidad natal. Entre sus obras se encontró una Historia de la literatura puertorriqueña en dos volúmenes.